# Chambeyronia lepidota
Chambeyronia lepidota là loài thực vật có hoa thuộc họ Arecaceae. Loài này được H.E.Moore mô tả khoa học đầu tiên năm 1978.